# 'A mala cumanna/Dateme 'o figlio mio
'A mala cumanna/Dateme 'o figlio mio, pubblicato nel 1971, è un singolo del cantante italiano Mario Trevi.

## Storia
Il disco contiene due brani inediti di Mario Trevi. I brani rientrano nel genere cosiddetto di giacca e di cronaca, ritornato in voga a Napoli durante gli anni settanta, che faranno rinascere il genere teatrale della sceneggiata.

## Tracce
Lato A
- 'A mala cumanna  (Moxedano-Iglio)

Lato B
- Dateme 'o figlio mio (Moxedano-Iglio)

## Incisioni
Il singolo fu inciso su 45 giri, con marchio Presence (PLP 5071).
Direzione arrangiamenti: M° Tony Iglio.